# For All Mankind (serie televisiva)
For all mankind (lett. "Per tutta l'umanità") è una serie televisiva statunitense distribuita sulla piattaforma di streaming Apple TV+. La serie, creata e scritta da Ronald D. Moore, Matt Wolpert e Ben Nedivi è prodotta per la piattaforma di streaming Apple TV+. La serie racconta una storia alternativa dove la corsa allo spazio non è mai terminata, e inizia con l'allunaggio del primo uomo sulla Luna da parte dell'Unione Sovietica. Il titolo è ispirato alla placca commemorativa lasciata sulla Luna dall'equipaggio dell'Apollo 11, che riporta la scritta «We came in peace for all mankind» (Siamo venuti in pace per tutta l'umanità).
La serie ha debuttato il 1º novembre 2019 ed è stata rinnovata nello stesso anno per una seconda stagione, andata in onda a partire dal 19 febbraio 2021, che ha ricevuto recensioni molto positive dalla critica e una nomination ai Premio TCA nella categoria drama. A dicembre 2020, prima della messa in onda della seconda stagione, è stata annunciata una terza stagione, andata in onda il 10 giugno 2022. A luglio 2022, la serie è stata rinnovata per una quarta stagione e ad aprile 2024 per la quinta stagione.
È in sviluppo una serie spinoff chiamata Star City, incentrata sul programma spaziale sovietico.

## Trama
In un 1969 alternativo, il cosmonauta Sovietico Aleksej Leonov è il primo uomo a mettere piede sulla Luna. Inizialmente gli Stati Uniti sono demoralizzati per aver perso la corsa alla Luna, ma successivamente la NASA concentra gli sforzi per raggiungere i sovietici. Le missioni Apollo esplorano la regione del polo sud lunare, trovando nei pressi del cratere Shackleton acqua in forma ghiacciata, che rende possibile la creazione di un avamposto. La seconda stagione, ambientata negli anni '80, segue gli eventi della base lunare statunitense e le crescenti tensioni, sia sulla Terra che sulla Luna, tra Stati Uniti e Unione Sovietica, che ha stabilito anch'essa un avamposto sul satellite. La terza stagione, ambientata durante gli anni '90, riguarda la competizione per giungere per primi su Marte da parte sia delle due superpotenze che di un'azienda spaziale privata. La stagione successiva, i cui eventi avvengono negli anni 2000, riguarda la base internazionale marziana.
Il produttore Ronald D. Moore ha spiegato il punto di divergenza tra la storia raccontata nella serie e i veri eventi storici: "Sergej Korolëv fu il padre del programma spaziale sovietico; nella nostra realtà morì durante una operazione chirurgica a Mosca a metà degli anni '60. Dopo quell'evento, il programma lunare sovietico non riuscì più ad avere successo [...] Il nostro punto di divergenza è che Korolev vive, [...] e ha reso possibile il loro allunaggio."

## Episodi
| Stagione         | Episodi | Pubblicazione USA | Pubblicazione Italia |
| ---------------- | ------- | ----------------- | -------------------- |
| Prima stagione   | 10      | 2019              | 2019                 |
| Seconda stagione | 10      | 2021              | 2021                 |
| Terza stagione   | 10      | 2022              | 2022                 |
| Quarta stagione  | 10      | 2023              | 2023                 |

## Personaggi e interpreti

### Principali
- Edward Baldwin (stagioni 1-4), interpretato da Joel Kinnaman, doppiato da Simone D'Andrea.
Marito di Karen e padre di Shane e Kelly. Lavora alla NASA come astronauta ed è quasi stato il primo uomo ad allunare, successivamente il suo equipaggio è stato il primo statunitense ad insediarsi a Jamestown. Ritornato sulla Terra la sua mansione è stata quella di pianificare le successive missioni spaziali e relativi equipaggi fino a quando ha dovuto scortare una navicella sulla Luna. Diversi anni dopo è stato assunto da Dev per essere il primo uomo a mettere piede su Marte.
- Gordon "Gordo" Stevens (stagioni 1-2), interpretato da Michael Dorman, doppiato da Stefano Crescentini.
- Margo Madison (stagioni 1-4), interpretata da Wrenn Schmidt, doppiata da Chiara Gioncardi.
- Tracy Stevens (stagioni 1-2), interpretata da Sarah Jones, doppiata da Benedetta Degli Innocenti.
- Karen Baldwin (stagioni 1-3, comparsa nella stagione 4), interpretata da Shantel VanSanten, doppiata da Domitilla D'Amico.
Moglie di Edward e madre di Shane e Kelly. Sempre ansiosa per il marito durante le sue missioni spaziali, ha dovuto affrontare la perdita di Shane mentre Edward era a Jamestown. Successivamente ha ritirato da Pam l'Outpost dove ha lavorato per diverso tempo, dando lavoro a Danny con il quale ha tradito il marito. Venduto il locale, fa costruire un albergo nello spazio che, dopo un problema viene dismesso. Viene poi assunta alla Helios dando a Dev il suo albergo con il quale affrontare il viaggio verso Marte, facendo assumere Edward per la missione.
- Ellen Waverly (stagioni 1-3, comparsa nella stagione 4), interpretata da Jodi Balfour, doppiata da Federica De Bortoli.
- Molly Cobb (stagioni 1-3), interpretata da Sonya Walger, doppiata da Guendalina Ward.
- Danielle Poole (stagioni 1-4), interpretata da Krys Marshall, doppiata da Letizia Ciampa.
Prima donna a scendere sulla Luna, ha fatto parte dell'equipaggio con Edward e Gordon. Rientrata sulla Terra ha partecipato a diverse missioni per la NASA, sostituendo Edward al comando della missione per Marte e comandante della base marziana.
- Kelly Baldwin (stagioni 2-4), interpretata da Cynthy Wu, doppiata da Lucrezia Marricchi.
Ragazza di origine vietnamita, viene adottata da Edward e Karen dopo la loro perdita di Shane. Sin da piccola coltiva la passione per le scienze e lo spazio che la porta a frequentare Annapolis. Viene assunta alla NASA e successivamente alla Helios.
- Danny Stevens (stagioni 2-3), interpretato da Mason Thames (stagione 1) e da Casey W. Johnson (stagioni 2-3), doppiato da Manuel Meli (stagioni 2-3).
Figlio maggiore di Gordon e Tracy, ne intraprende lo stesso lavoro, diventare astronauta. Escluso dal programma spaziale della NASA, viene assunto alla Helios come secondo capitano per la missione Marte.
- Dev Ayesa (stagioni 3-in corso), interpretato da Edi Gathegi, doppiato da Marco Giansante.
Fondatore e CEO della Helios.
- Aleida Rosales (stagioni 2-4), interpretata da Olivia Trujillo (stagione 1) e da Coral Peña (stagioni 2-4), doppiata da Margherita De Risi (stagioni 2-4).
Figlia di Octavio. Si laurea in ingegneria aerospaziale e viene assunta alla NASA e successivamente alla Helios.
- Miles Dale (stagione 4), interpretato da Toby Kebbell, un ex operaio delle piattaforme petrolifere che trova una nuova opportunità di lavoro su Marte.
- Samantha Massey (stagione 4), interpretata da Tyner Rushing, una operaia sulla base marziana.
- Irina Morozova (stagione 4), interpretata da Svetlana Efremova, la direttrice di Roscosmos.
- Eli Hobson (stagione 4), interpretato da Daniel Stern, l'amministratore della NASA.

### Ricorrenti
- Shane Baldwin, interpretato da Tait Blum, doppiato da Mattia Moresco.
Figlio di Edward e Karen, si è sempre messo nei guai a scuola insieme a Danny. Viene ricoverato in ospedale, dove perde la vita, dopo essere stato investito mentre era in sella ad una bicicletta.
- Octavio Rosales, interpretato da Arturo Del Puerto, doppiato da Alessandro Budroni.
Padre di Aleida. Ha lavorato come inserviente alla NASA fino a quando non lo hanno licenziato per presunto spionaggio, anche se i documenti che prendeva li portava alla figlia appassionata di viaggi nello spazio.
- Bill Strausser, interpretato da Noah Harpster, doppiato da Stefano Brusa.
- Gloria Sedgewick, interpretata da Tracy Mulholland, doppiata da Irene Trotta.
- Frank Sedgewick, interpretato da Dave Power, doppiato da Davide Perino.
- Pam Horton, interpretata da Meghan Leathers, doppiata da Eleonora Reti.
Titolare e barista dell'Outpost, innamorata di Ellen decide di lasciare la città quando lei non intende rivelare il suo orientamento sessuale.

### Figure storiche
- Buzz Aldrin, interpretato da Chris Agos.
- John Glenn, interpretato da Matt Battaglia.
- Deke Slayton, interpretato da Chris Bauer.
- Neil Armstrong, interpretato da Jeff Branson.
- Thomas O. Paine, interpretato da Dan Donohue.
- Wernher von Braun, interpretato da Colm Feore.
- Michael Collins, interpretato da Ryan Kennedy.
- Gene Kranz, interpretato da Eric Ladin.
- Pete Conrad, interpretato da Steven Pritchard.
- Marge Slayton, interpretata da Rebecca Wisocky.

## Missioni spaziali immaginarie presenti nella serie
- Nota: Il corsivo indica astronauti e cosmonauti storici.

| Designazione | Data              | Vettore  | Modulo di Comando e Servizio | Modulo Lunare | Equipaggio                                 | Riepilogo                                          | Episodi |
| ------------ | ----------------- | -------- | ---------------------------- | ------------- | ------------------------------------------ | -------------------------------------------------- | ------- |
| xxx          | Gennaio 1969      | N1       | n/a                          | n/a           |                                            | Volo di prova dell'N1                              | 1       |
| Apollo 10    | 1969              | Saturn V | Charlie Brown                | Snoopy        | Edward Baldwin Gordo Stevens Talmadge      | Corsa di prova per l'atterraggio lunare            | 1 e 2   |
| xxx          | Giugno 1969       | N1       | Soyuz 7K-LOK                 | LK            | Aleksej Leonov                             | 1° sbarco umano sulla Luna (26 giugno 1969)        | 1       |
| Apollo 11    | Luglio 1969       | Saturn V | Columbia                     | Eagle         | Neil Armstrong Buzz Aldrin Michael Collins | 1° sbarco lunare umano statunitense                | 1 e 2   |
| xxx          | Settembre 1969    | N1       | Soyuz 7K-LOK                 | LK            | Anastasia Belikova                         | 1° donna sulla Luna                                | 2       |
| Apollo 12    | 19 settembre 1969 | Saturn V | Yankee Clipper               | Intrepid      | Pete Conrad Alan Bean Dick Gordon          | Scouting per il sito base lunare degli Stati Uniti | 2       |

## Produzione

### Sviluppo
Il 15 dicembre 2017 è stato annunciato che Apple aveva dato il via alla produzione di una serie per una singola stagione. La serie è stata creata da Ronald D. Moore, Matt Wolpert e Ben Nedivi, con Maril Davis come produttore esecutivo. La serie è stata prodotta da Sony Pictures Television e Tall Ship Productions. Il 5 ottobre 2018, è stato annunciato che la serie si sarebbe intitolata For All Mankind.

### Casting
Nell'agosto 2018, è stato annunciato che avrebbero fatto parte del cast principale Joel Kinnaman, Michael Dorman, Sarah Jones, Shantel VanSanten e Wrenn Schmidt e che Eric Ladin, Arturo Del Puerto e Rebecca Wisocky sarebbero stati gli interpreti secondari.

### Riprese
Le riprese della serie sono iniziate nell'agosto 2018 a Los Angeles, in California. Nel marzo 2019, il New York Times ha riferito che le riprese si erano concluse.

### Rinnovi
Il 15 ottobre 2019, due settimane prima del debutto, la serie è stata rinnovata per una seconda stagione.
Nel dicembre 2020 viene annunciata una terza stagione, a luglio 2022 la quarta stagione e ad aprile 2024 la quinta stagione.

## Promozione
Il 4 giugno 2019, è stato rilasciato il trailer ufficiale della serie.

## Distribuzione

### Edizione italiana
La direzione del doppiaggio è di Claudia Razzi e i dialoghi italiani sono curati da Ruggero Busetti, Fausta Fascetti e Sacha Pilara per conto della Dubbing Brothers Int. Italia che si è occupata anche della sonorizzazione.

## Accoglienza

### Critica
La serie è stata accolta abbastanza positivamente dalla critica. Sull'aggregatore di recensioni Rotten Tomatoes ha un indice di gradimento del 72% con un voto medio di 6,9 su 10, basato su 47 recensioni, mentre su Metacritic ha un punteggio di 65 su 100, basato su 21 recensioni.